# U.1 (dirigibile)
Il dirigibile U.1 era un dirigibile di tipo floscio costruito in Italia presso il Cantiere della Bovisa della Fabbrica Italiana Aerostati S.A. di Milano nella seconda metà degli anni novecento del XX secolo per scopi civili.

## Storia del progetto
Nel 1909 il progettista Celestino Usuelli decise di realizzare un nuovo modello di dirigibile caratterizzato dal fatto di essere del tipo floscio e deformabile. Il primo esemplare di questo modello, designato U.1, venne costruito presso un cantiere dotato di relativo aeroscalo in zona Bovisa, a Milano. Secondo Usuelli un dirigibile di questo tipo aveva la caratteristica di potere essere rapidamente gonfiato e messo in condizioni di partire, e altrettanto rapidamente sgonfiato in caso di cattivo tempo, in un totale di circa quattro ore ed era dotato di sistema di strappamento controllato dell'involucro. L'involucro completamente floscio era diviso in sei comparti, tre gonfiati con gas e tre con aria. I piani orizzontali e il timone erano fissati alla navicella, la quale aveva foggia di trave triangolare avente all'estremità i piani di stabilità, di elevazione e di direzione. La trave era lunga 30 m, ed ospitava nella parte centrale il gruppo motore, ed era facilmente scomponibile e trasportabile. Per la realizzazione del dirigibile Usuelli ottenne l'appoggio del governo italiano, e fu coadiuvato dal capitano del genio militare Luigi Mina, potendo anche contare sull'appoggio di un distaccamento di militari provenienti dal Battaglione Specialisti del Genio appositamente distaccati presso il cantiere della Bovisa.

## Tecnica
Si trattava di un dirigibile di tipo floscio, lungo 51 m, del diametro di 9,80 m, avente una cubatura di poco inferiore ai 3.870 cm³. L'interno era suddiviso in sei compartimenti, tre riempiti di gas illuminante e tre di aria. L'involucro era attaccato alla trave armata tramite mediante una semplice serie di piedi d'oca che potevano essere agganciati rapidamente.  Il propulsore era uno SPA erogante la potenza di 100 CV, ed azionante due eliche. La velocità massima raggiungibile era pari a 50 km/h, e poteva sollevare un carico utile pari a 800 kg, più tre membri dell'equipaggio, e provviste per il viaggio, a una quota di 1 500 m.

## Impiego operativo
L'aeronave U.1 andò in volo per la prima volta nel corso del 1909, effettuò alcuni voli, tra cui uno da Brescia a Venezia prima di rimanere fortemente danneggiato mentre si trovava ormeggiato al suolo a Verona durante un forte temporale nel corso del 1910. Smontata, l'aeronave fu trasportata a Milano ma non venne più riparata.

### Annotazioni
1. ↑  Tale sistema prevedeva che il pilota, in caso di emergenza, poteva accelerare lo sgonfiamento dell'involucro agendo su una fune di strappamento tirando la quale si apriva una ampia fessura nell'involucro del pallone, realizzata attraverso il distacco di una striscia incollata, causando così il rapido sgonfiamento.

### Fonti
1. ↑  Pesce 1982, p. 132.
2. 1 2 3 4 5 6 7 8  Pesce 1982, p. 31.
3. 1 2 3 4 5  Pesce 1982, p. 32.